# Ћилибарни даждевњак
Ћилибарни даждевњак (лат. Hynobius stejnegeri, енгл. Amber-colored salamander) је водоземац из реда репатих водоземаца (Caudata) и породице  Hynobiidae.

## Распрострањење
Ареал врсте је ограничен на једну државу. Јапан је једино познато природно станиште врсте.

## Станиште
Станишта врсте су шуме и слатководна подручја.

## Угроженост
Ова врста се сматра рањивом у погледу угрожености врсте од изумирања.